# Piñel de Abajo
Piñel de Abajo ist ein nordspanisches Dorf und eine Gemeinde (municipio) mit 163 Einwohnern (Stand: 2024) in der Provinz Valladolid in der autonomen Region Kastilien-León. 

## Lage
Piñel de Abajo liegt in der kastilischen Hochebene in einer Höhe von etwa 790 m. Die Provinzhauptstadt Valladolid befindet sich gut 45 Kilometer (Fahrtstrecke) westlich. Das Klima im Winter ist durchaus kalt, im Sommer dagegen warm bis heiß; die spärlichen Regenfälle (ca. 539 mm/Jahr) fallen verteilt übers ganze Jahr.

## Bevölkerungsentwicklung
| Jahr      | 1970 | 1981 | 1991 | 2001 | 2011 | 2021 |
| Einwohner | 528  | 303  | 267  | 218  | 191  | 172  |

## Sehenswürdigkeiten

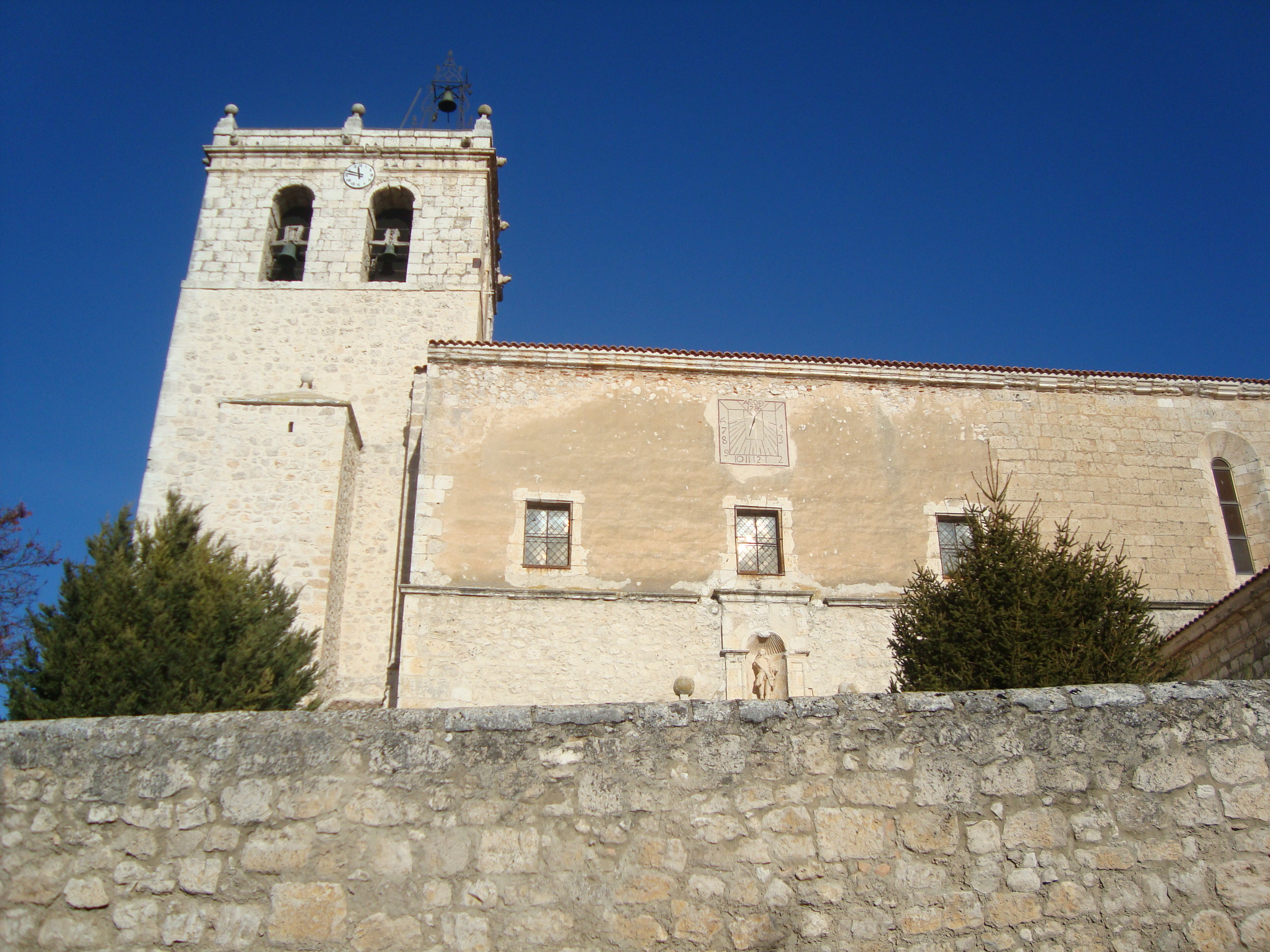
Pelagiuskirche
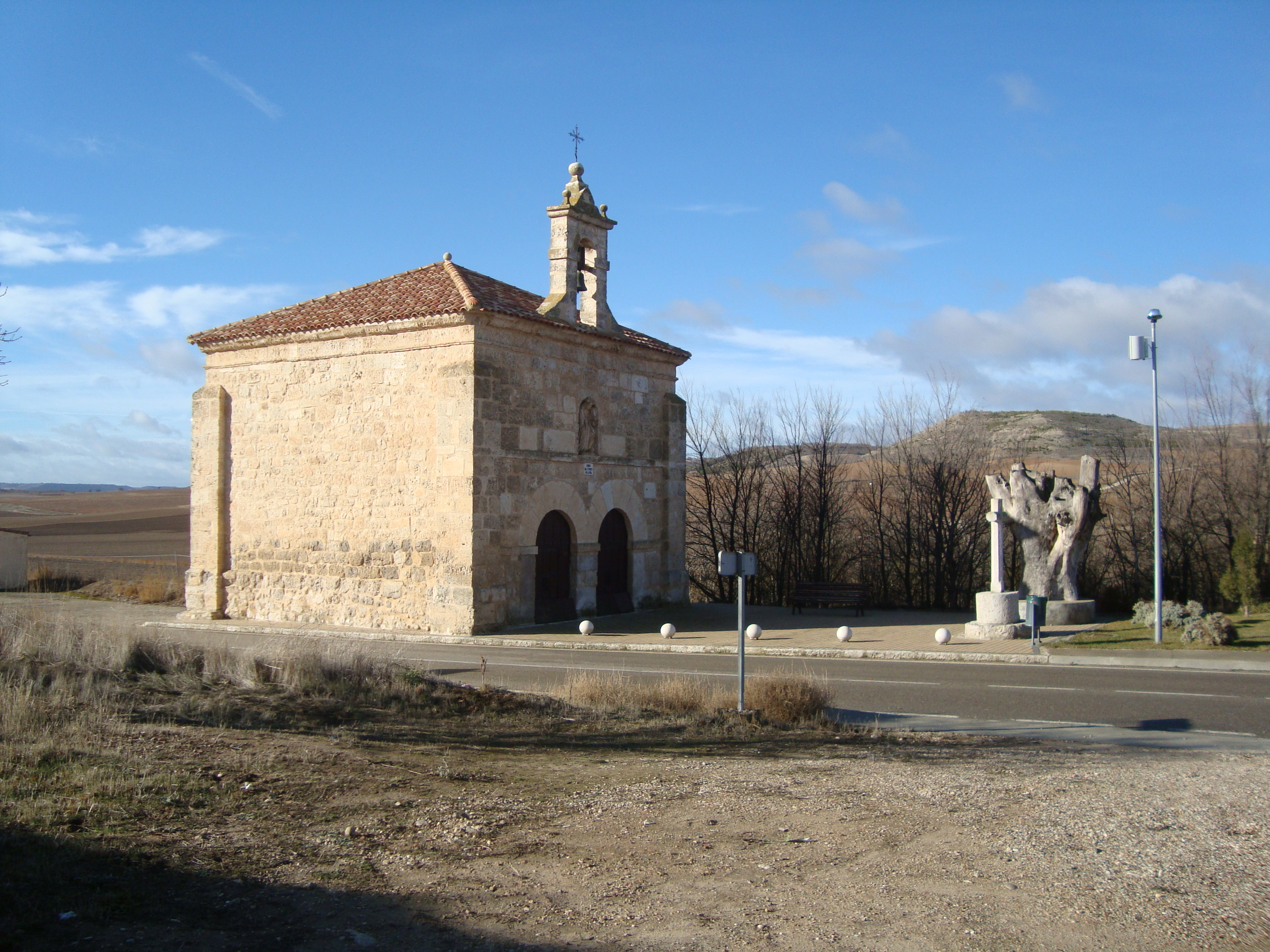
Christuskapelle
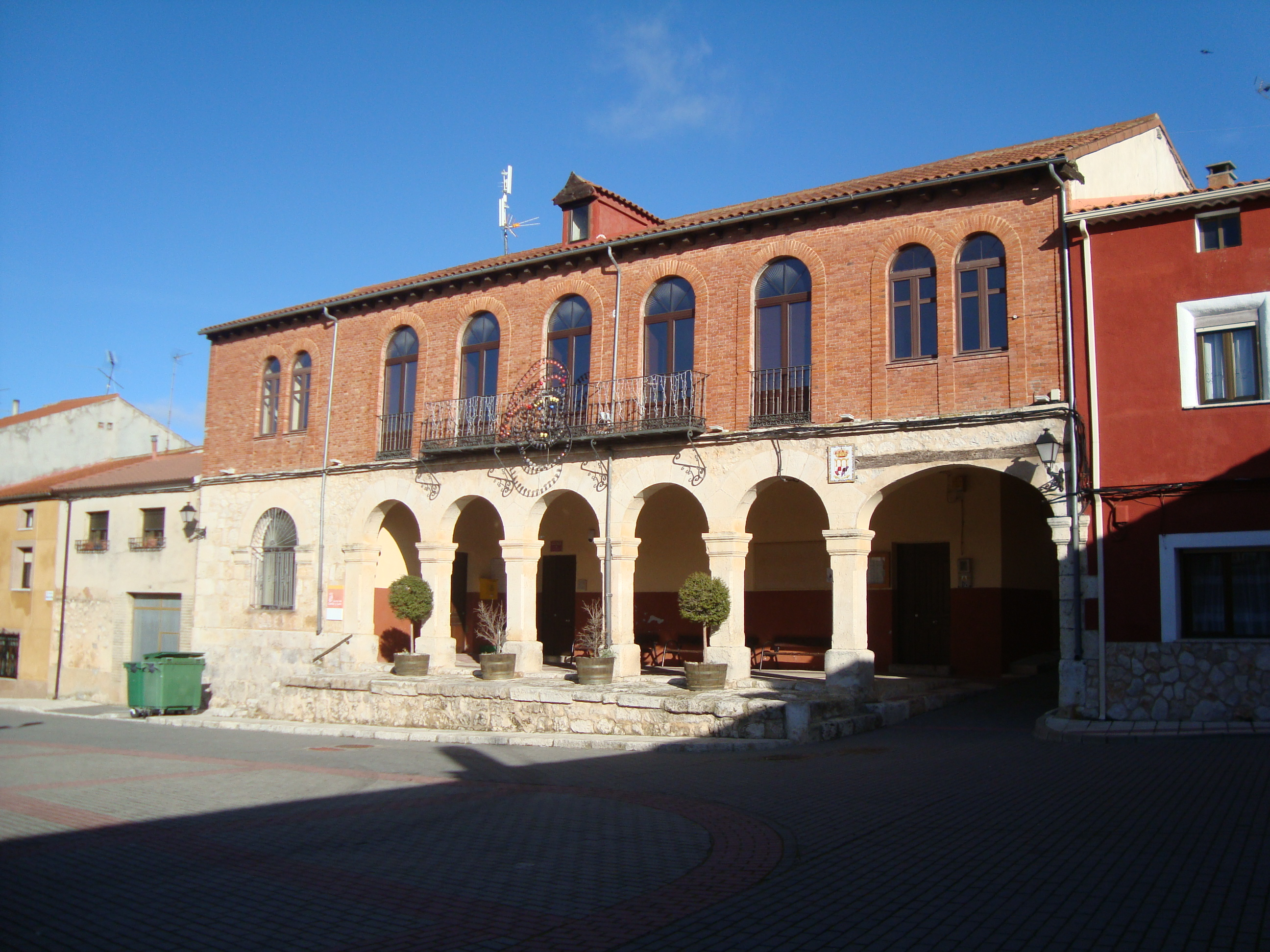
Rathaus

- Pelagiuskirche
- Christuskapelle
- Rathaus